# (1383) Limburgia
(1383) Limburgia is een planetoïde in de planetoïdengordel tussen de planeten Mars en Jupiter. Limburgia is de Latijnse benaming voor Limburg en werd ontdekt door Hendrik van Gent in Johannesburg op 9 september 1934.